# Neurigona xiangshana
Neurigona xiangshana är en tvåvingeart som beskrevs av Yang 1999. Neurigona xiangshana ingår i släktet Neurigona och familjen styltflugor. Inga underarter finns listade i Catalogue of Life.